# Ост-Соубург
Ост-Соубург (нід. Oost-Souburg) — місто в муніципалітеті Вліссінген, провінція Зеландія, Нідерланди. Ост-Соубург, незалежний муніципалітет з 1814 по 1834 рік, був об'єднаний у 1834 році з Вест-Соубургом, від якого він відділений каналом через Вальхерен, утворивши муніципалітет Оост-ен Вест-Соубург, який був включений до муніципалітету Вліссінген у 1966 році.